# Schweizer Meisterschaften in der Nordischen Kombination 2012

Logo des Schweizer Skiverbandes

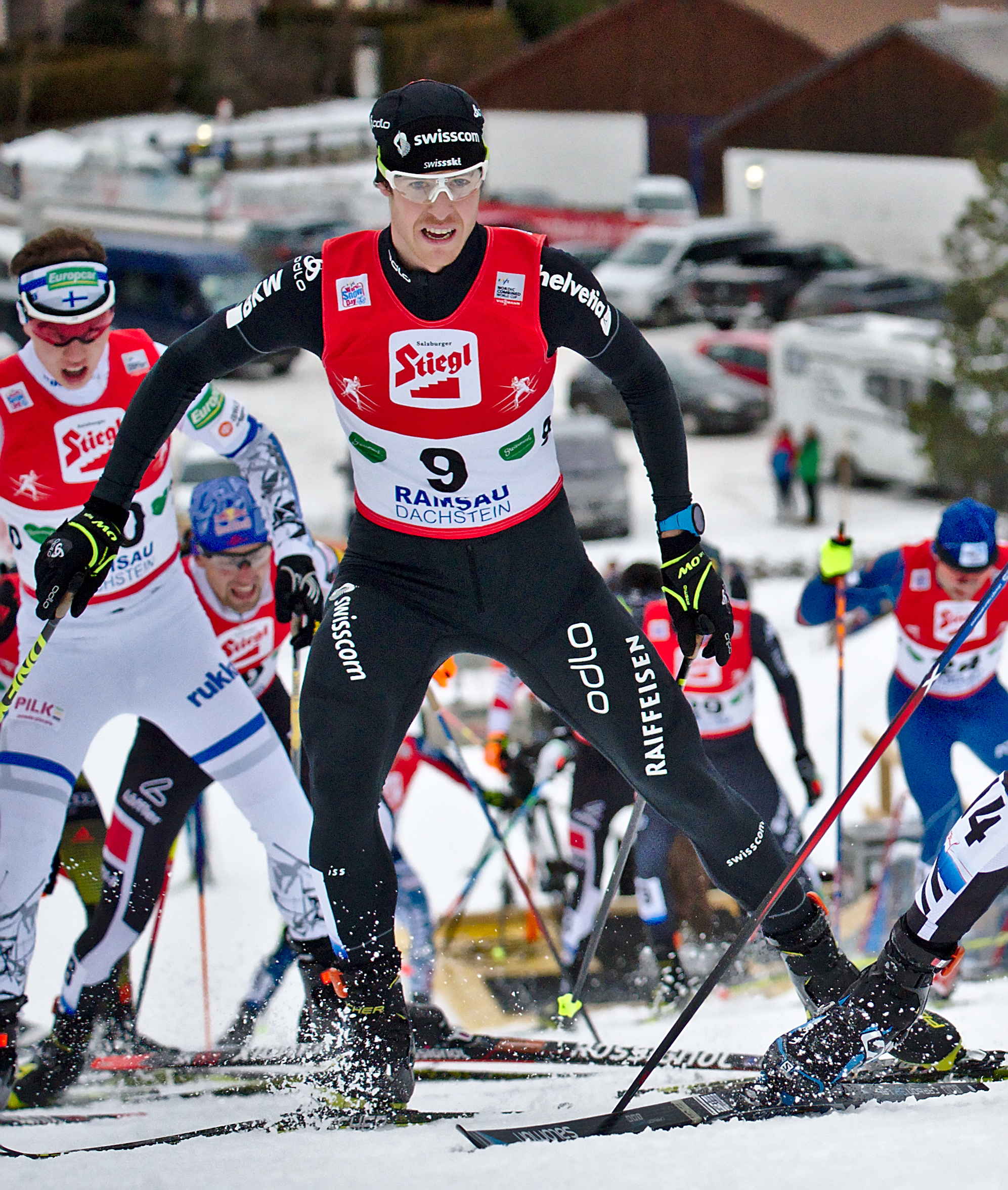
Schweizer Meister 2012 – Tim Hug

Die Schweizer Meisterschaften in der Nordischen Kombination 2012 fanden am 6. Oktober 2012 im Schweizer Einsiedeln statt. Die Meisterschaften wurden im Einzel von der Grossschanze auf der Andreas Küttel-Schanze und über 7,5 km auf der Strecke Roger Kamber ausgerichtet. Ausrichter war der Schweizer Skiverband Swiss-Ski.

## Ergebnis

### Senioren
| Platz | Sportler            | Verein                     | Sprungweite | Laufzeit | Differenz |
| ----- | ------------------- | -------------------------- | ----------- | -------- | --------- |
| 1     | Tim Hug             | SC Gerlafingen             | 107,5 m     | 28:12.4  |           |
| 2     | Sven Fawer          | SC Les Diablerets          | 102,5 m     | 29:26.1  | +01:35.7  |
| 3     | Seppi Hurschler     | SC Bannalp Wolfenschiessen | 94,0 m      | 28:45.7  | +02:04.3  |
| 4     | Jan Kirschhofer     | SC Kriens                  | 103,0 m     | 30:27.5  | +02:33.1  |
| 5     | Raphael Heimgartner | SC Am Bachtel Wald         | 82,5 m      | 32:08.0  | +06:59.6  |